# Hairiat Abdourahmane
Hairiat Abdourahmane, née le 7 avril 1994, est une footballeuse internationale comorienne évoluant au poste d'attaquante.

## Biographie

### Enfance et études
Hairiat Abdourahmane, originaire de Tsinimoichongo, joue au football depuis le plus jeune âge et prend rapidement le surnom de Maradona, du nom du footballeur argentin. Malgré l'enthousiasme notamment de son frère, son père s'oppose à sa pratique du football, jusqu'à sa sélection en équipe nationale.
Elle poursuit des études d'infirmière à l'École nationale de santé publique.

### Carrière en club
Hairiat Abdourahmane est nommée footballeuse comorienne de l'année en 2013.
Elle est la capitaine du Club Maman, rebaptisé par la suite Olympic de Moroni.
Elle est sacrée championne des Comores en 2022.

### Carrière en sélection
Hairiat Abdourahmane a joué en sélection de jeunes, notamment lors des Jeux de la Commission de la jeunesse et des sports de l'océan Indien en 2012.
Elle est appelée en équipe des Comores pour les Jeux des îles de l'océan Indien 2015, mais la sélection déclarera forfait, des joueuses n'ayant pas obtenu leur visa.
Elle dispute deux matchs amicaux en 2016 contre Madagascar, tous deux perdus 4-0, puis un match amical en 2017 contre la Guinée équatoriale, perdu sur le score de 4-0.
Capitaine de la sélection, elle dispute le tournoi féminin de l'UFFOI en 2018, remporté par les Comoriennes et dont elle est la meilleure buteuse avec quatre buts (dont un but contre Maurice et trois buts dans une rencontre non FIFA contre la sélection de Rodrigues).
Elle dispute ensuite le Championnat féminin du COSAFA 2019 et 2020 où elle inscrit un but contre l'Eswatini.
Elle dispute plusieurs rencontres en tant que gardienne de but en raison de différents forfaits, contre le Malawi le 5 août 2019 (défaite 13-0), contre l'Angola le 6 novembre 2020 (match nul 1-1) et contre l'Afrique du Sud le 9 novembre 2020 (défaite 17-0).
Elle est aussi membre du staff technique de l'équipe féminine des Comores des moins de 17 ans disputant la coupe UFFOI des moins de 17 ans 2019.
En 2024, elle met sa carrière footballistique en pause pour se consacrer à sa carrière militaire.